# Krzywa Wieś (Kamień)
Krzywa Wieś – część wsi Kamień w Polsce położona w województwie podkarpackim, w powiecie rzeszowskim, w gminie Kamień.
W latach 1975–1998 Krzywa Wieś administracyjnie należała do województwa rzeszowskiego.
Krzywa Wieś jest sołectwem, siedzibą parafii św. Maksymiliana Kolbe, należącej do dekanatu Sokołów Małopolski, diecezji rzeszowskiej.
W Krzywej Wsi funkcjonuje nowo wybudowana szkoła podstawowa. A także Ochotnicza Straż Pożarna.